# Tragopogon pratensis

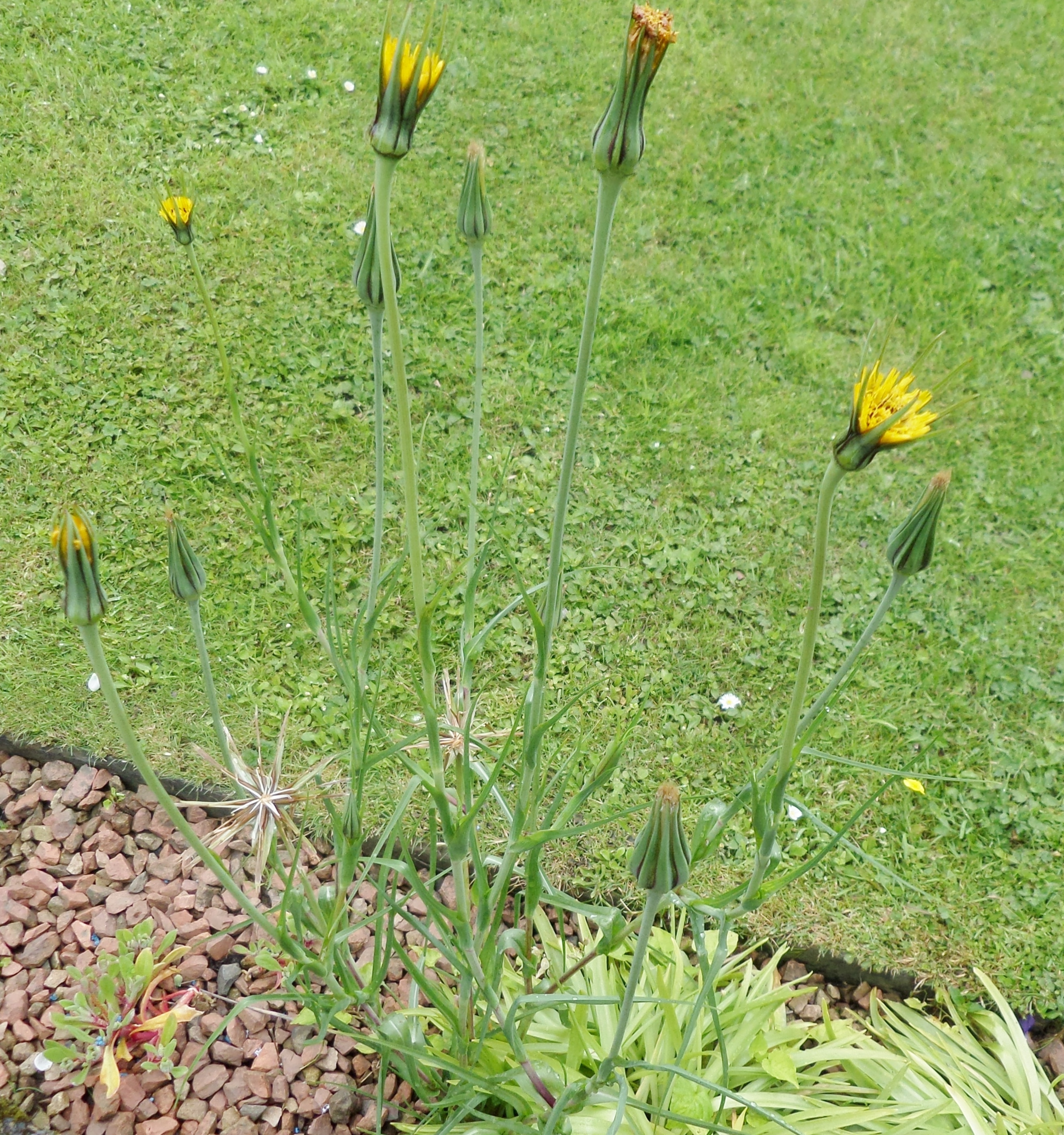
Aspecto general con capítulos en diversos estado de crecimiento

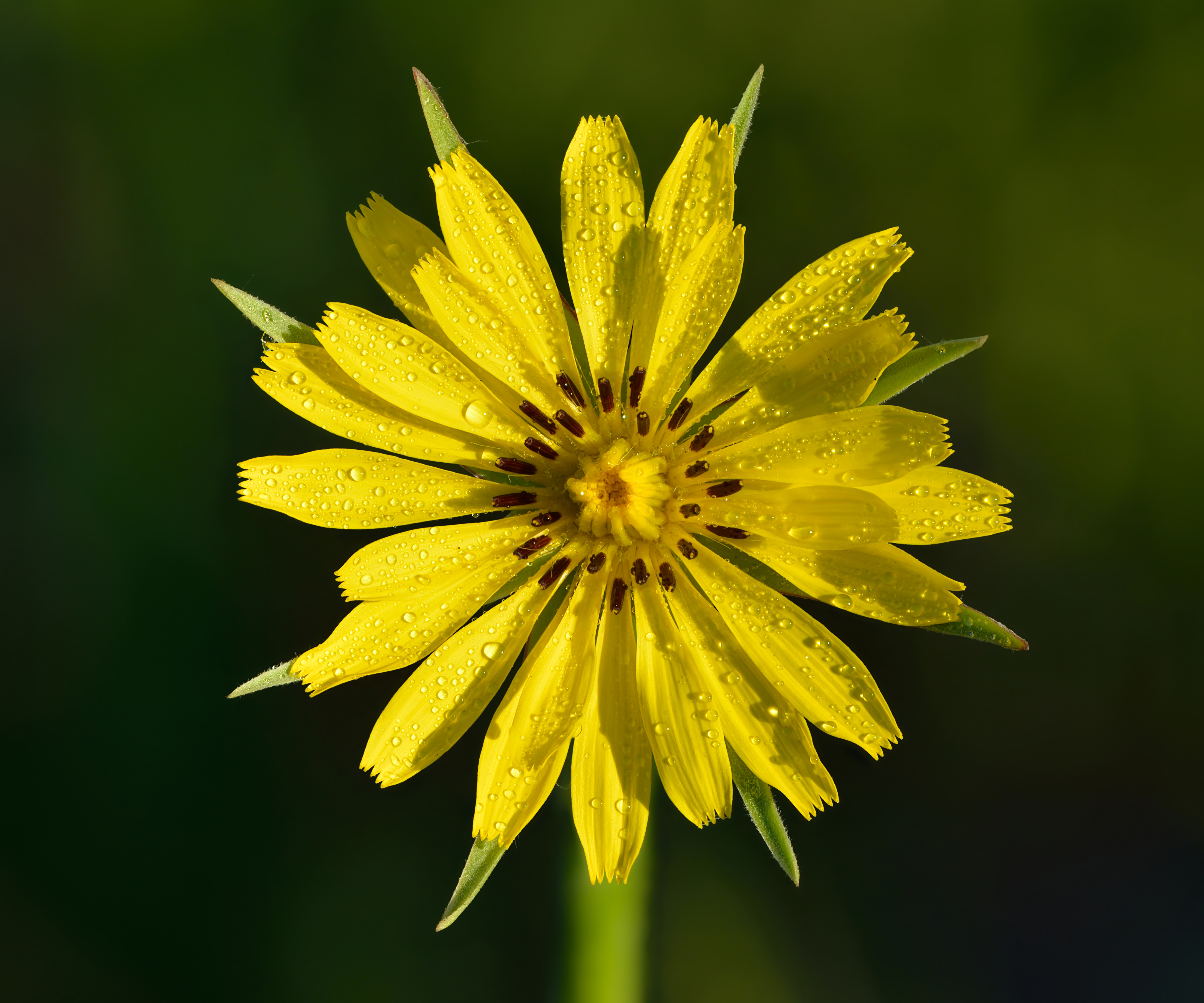
Capítulo en flor

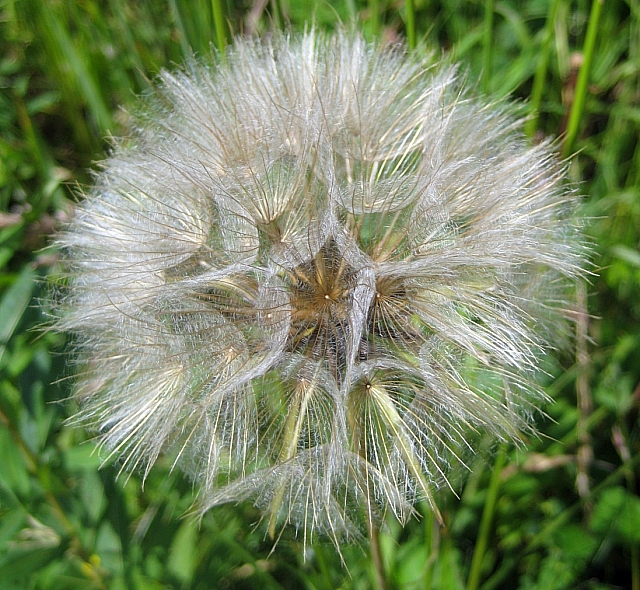
Capítulo en fructificación

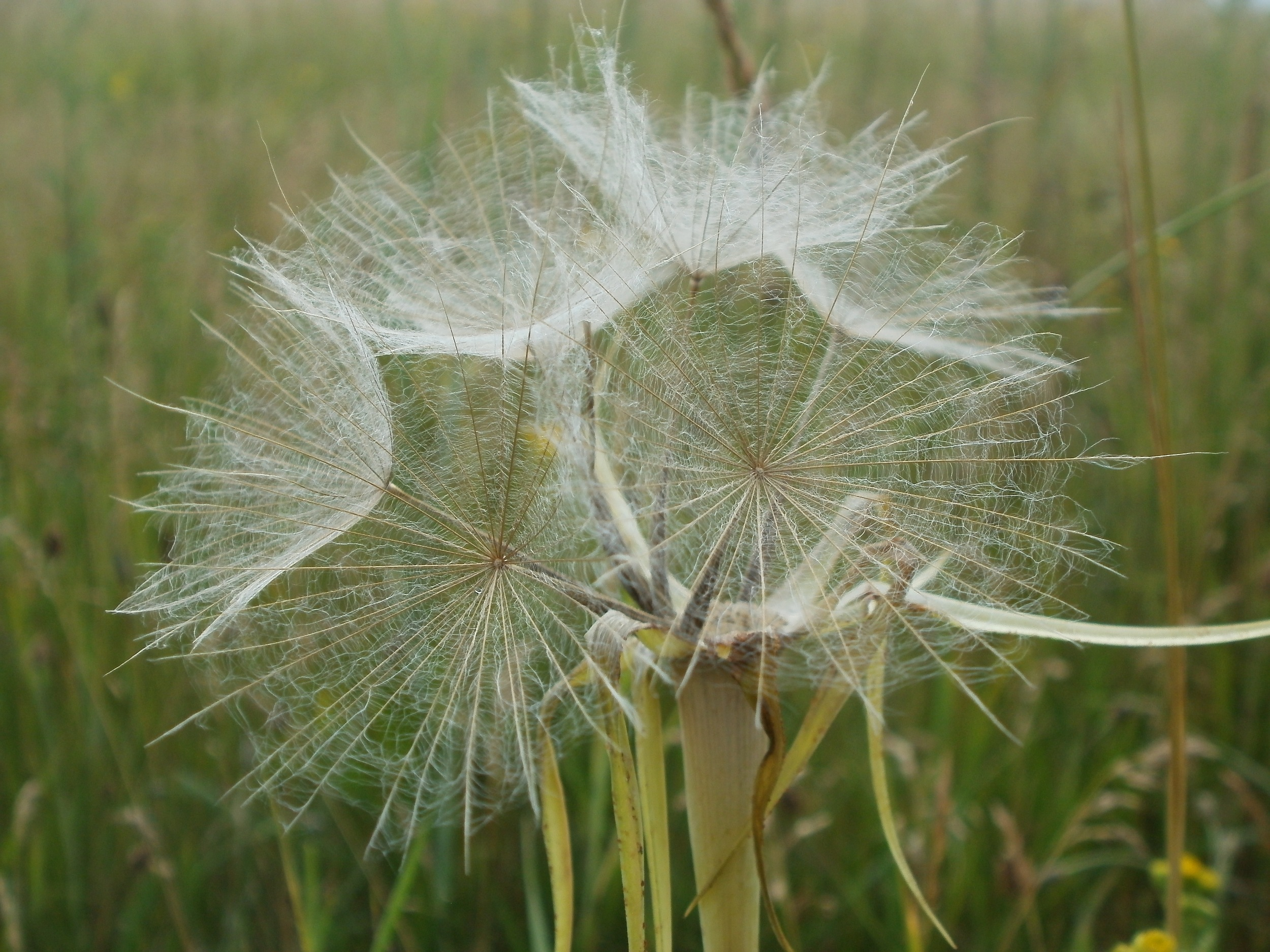
Cipselas: detalle del vilano plumoso

Tragopogon pratensis, comúnmente conocido como barba cabruna o salsifí, entre otros , es una especie de planta bienal herbácea del género Tragopogon de la familia de las asteráceas.

## Descripción
Se trata de una especie bienal con tallos simples o ramificados, erectos y glabros de 30-120 cm de altura. La raíz, comestible y localmente muy apreciada, es vertical, robusta y con numerosas y finas raíces laterales. Tiene largas hojas lineales semi abrazadoras con ápices usualmente recurvados; las basales no organizadas en roseta y las caulinares mucho más cortas. Los pedúnculos capitulares, bastante más largos que las hojas basales son erectos, glabros y no están apicalmente inflados; sostienen capítulos terminales y soitarios de 2,5-3 cm de largo y 12-20 mm de ancho. Dichos capítulos, que usualmente se abren por la mañana temprano y se cierran a mediodía, tienen 8-10 brácteas lineales o lanceoladas de 2,5-4 cm de largo y su receptáculo es glabro, puntuado-alveolado, inicialmente plano y luego convexo. Las lígulas, quinquefidas y de color amarillo, tienen el androceo con estambres de anteras amarillas y el estilo del pistilo, del mismo color amarillo. Los frutos son cipselas fusiformes con un cuerpo de 2-2,5 cm de largo, algo curvado y longitudinalmente surcado con finas crestas intermedias tuberculadas, bruscamente estrechado en un fino y liso pico centimétrico coronado por un vilano de numerosos pelos plumosos blanquecinos.

## Distribución y hábitat
Nativa de Europa y Asia; extendida hasta Escandinavia al norte, Siberia y el Pakistán al este. Introducida en Norteamérica, Argentina, República Dominicana, Haití y Nueva Zelanda.
Ausente en África.

Disperso en toda la península ibérica, sobre todo en la mitad septentrional; ausente de las Islas Baleares y de las Islas Canarias.

Según la diagnosis original de Linneo: "Habitat in Europae pratis apricis" (hábitat en prados soleados de Europa).

## Taxonomía
La especie ha sido descrita originalmente como Tragopogon pratense por Joseph Pitton de Tournefort en Institutiones Rei Herbariae, vol. 1, p. 477 en el año 1700 y ha sido ulteriormente validada por Carlos Linneo y publicado en Species Plantarum, vol. 2, p. 789 en 1753.
Etimología
- Tragopogon: prestado del latín trǎgŏpōgōn, -ōnis, vocablo derivado directamente del griego τραγοπώγων y compuesto por los vocablos τράγοζ, -ου, cabra, chivo, y πώγων, -ώνος, barba; o sea «barba de chivo», por el penacho de pelos plumosos blancos del vilano que sobresalen en el ápice de las inflorescencias, casi siempre cerradas, y que se asemejan a la barbilla del macho cabrío.[6] Empleado por Plinio el Viejo en su Naturalis Historia (27, 142) con el mismo significado y que lo considera sin la menor utilidad.[7][8][9]
- pratensis: del latín prātensis, -e, «que crece en los prados».[7]

El lectotipo de la especie fue designado en 1992 por Consuelo Díaz de Guardia y Gabriel Blanca a partir de un ejemplar del Herbario de J. Bursen conservado en la Universidad de Uppsala (Suecia), pues el espécimen del Herbario del propio Linneo está demasiado deteriorado para conservarlo como tipo.
Subespecies aceptadas
- Tragopogon pratensis subsp. leiocarpus (Saut. ex Trnka) Greuter
- Tragopogon pratensis subsp. minor (Mill.) Hartm.[11]

Sinónimos
- Nota: existe cierta confusión y/o discrepancias entre autores sobre las sinonimías de la especie nominal. La lista ut infra recoge todos los sinónimos citados en la literatura botánica reciente.[12][13][14]

- Tragopogon carinatus Gilib., nom. inval.
- Tragopogon melanantherus Klokov
- Tragopogon minor Mill.
- Tragopogon moldavicus Klokov
- Tragopogon orientalis L.
- Tragopogon praecox Focke
- Tragopogon pratensis var. angustifolius Schur
- Tragopogon pratensis subsp. eupratensis Thell.
- Tragopogon pratensis graminifolius G.Mey., nom. nud.
- Tragopogon pratensis var. macrorhizus 'Bisch.
- Tragopogon pratensis var. minor Willk., 1865 non T. pratensis subsp. minor (Mill.) Hartm., 1846, que es un taxón infraespecífico aceptado.
- Tragopogon pratensis subsp. orientalis (L.) Čelak.
- Tragopogon pratensis subsp. pratensis
- Tragopogon pratensis f. pratensis
- Tragopogon pratensis tortilis G. Mey.
- Tragopogon pratensis var. tortilis (G. Mey.) W.D.J.Koch
- Tragopogon revolutus Schweigg.
- Tragopogon rumelicus Velen.
- Tragopogon shuttleworthii Godet
- Tragopogon sylvestris Garsault,  nom. inval.
- Tragopogon tortilis (G.Mey.) Pritz.
- Tragopogon transcarpaticus Klokov
- Tragopogon xanthantherus Klokov

Citología
Número de cromosomas: 2n=12.

## Hibridación
Linneo había ya obtenido artificialmente en 1759 híbridos entre Tragopogon pratensis y  Tragopogon porrifolius) con lígulas de color purpuráceo y de bases amarillas. Este híbrido fue encontrado ulteriormente en estado natural, primero en Suecia (Tragopogon porrifolio-pratensis Gosselm), luego en el oeste y centro de Francia y descrito entonces por Georges Rouy como Tragopogon × mirabilis, a veces citado como T. × mirabile.

La especie, introducida en Estados Unidos donde se volvió maleza invasora, ha dado lugar a un híbridos alopoliploides fértiles endémicos de zonas limitadas de Estados Unidos (Estados de Washington y de Idaho): Tragopodon miscellus (Tragopogon dubius × Tragopogon pratensis|T. pratensis).
También en Estados Unidos (Estado de Maryland) se ha descrito otro híbrido fértil de la especie: Tragopogon × neohybridus Farw., nacido del cruce de Tragopogon porrifolius y Tragopogon pratensis var. tortilis, y que presenta lígulas de un color Rojo Neutro correspondiente exactamente a la mezcla, artificial, de los colores básicos de las especies progenitoras (Amarillo Limón y Purpureo Lavanda Claro), determinados los 3 colores según la escala cromática en vigor en Estados Unidos en la época de la descripción (Color standards and color nomenclature de Robert Ridgway, 1912).

Otro híbrido entre T. pratensis y T. dubius  está citado del Estado de Míchigan en el norte de Estados Unidos y la región limítrofe del vecino Canadá Provincia de Manitoba: Tragopogon × crantzii Dichtl.
Había sido descrito originalmente de Baja Austria por Alois Dichtl como Tragopogon Crantzii (T. orientalis × T. major) y publicado en Deutsche Botanische Monatsschrift : Organ für Floristen, Systematiker und alle Freunde der heimischen Flora, vol 1, p. 171, 1883. Es sinónimo de Tragopogon interjectus Waisb., especie descrita también, algo más tarde, de Austria.
Además, son citados —y aceptados o solo provisionalmente aceptados— :
- Tragopogon × bischoffii Sch.Bip. in Webb & Berth., Hist. Nat. Iles Canaries, vol. 3, 2ème parie, Phytografia canariensis, sectio 2, p. 469, 1850 (también ortografiado bischoffi), observado y citado, sin descripción, por el autor en su jardín, en Alemania, que le atribuye como parientes T. pratensis y T. major (=T. dubius subsp. major (Jacq.) Vollm.).[20][21][22][2][11][23]

- Tragopogon × haussknechtii P.Fourn., Les Quatre Flores de la France, p. 1036, 1940, descrito en el Departamento de Allier, en el centro de Francia, resultante del cruce de T. dubius subsp. major y T pratensis.[24][25]

## Nombres vernáculos
- Castellano: barba cabruna (6), barba cabruna de prados, barba de cabra (4), barba de cabrón, barba de choto, barba de macho, barbaja, barbajas, barbajo, barbon, barbón (4), cabrón, lecherina, lecherín, lechuga, lencherina, lencherín, roseta calzada, rosetón amarillo, salsifí (3), salsifí verdadero, yoca (las cifras entre paréntesis reflejanla frecuencia del uso del vocablo en España.[26]

En Puerto Rico: Margarita de las rocas.